# 長野新聞
長野新聞（ながのしんぶん）は、かつて長野県長野市において発行されていた新聞である。1878年（明治11年）から1880年（明治13年）にかけて小野億之進によって発行された初代の長野新聞と、1899年（明治32年）3月から1937年（昭和12年）4月にかけて長野新聞株式会社によって発行された2代目の長野新聞がある。

## 初代長野新聞
初代の「長野新聞」は、1878年に埴科郡松代町の小野億之進によって「長野毎週新聞」から題号を改める形で発行が始められた。この当時は日刊ではなく隔日発行であった。
長野新聞の創刊は小野の経営に移る前、1873年（明治6年）のことである。最初の題号は「長野新報」といい、長野県庁の機関紙という性格を帯びた。「長野毎週新聞」に改題ののち、1878年に岩下伴五郎から小野へと経営が移転した際に「長野新聞」へと再改題される。さらに2年後の1880年1月、経営者はそのままに「長野日日新聞」と改題された。その後民権論を唱える「信濃毎日新報」に対抗すべく小坂善之助らが小野から長野日日新聞の経営権を買い取り、「信濃日報」と改題し新聞経営を始める。以後党派対立を背景に信濃日報と信濃毎日新報は激しく競争したが、共倒れとなって1881年（明治14年）秋休刊に追い込まれた。そのため仲裁が入って両紙の合同が成立、岡本孝平を社長とする信濃新聞社によって「信濃毎日新聞」の題号をもって同年11月より発行再開に漕ぎつけた。
1890年（明治23年）になり信濃毎日新聞の経営は長野印刷株式会社（社長岡本孝平）に移される。同社は2年後さらに信濃新聞株式会社と社名を改めた。信濃新聞社は小坂善之助の信濃銀行、前島元助の長野貯蔵銀行、小出八郎右衛門の六十三銀行（八十二銀行の前身）という地元3銀行の資本を背景とした会社であったが、実質的な経営者は小坂善之助であった。

## 2代目長野新聞

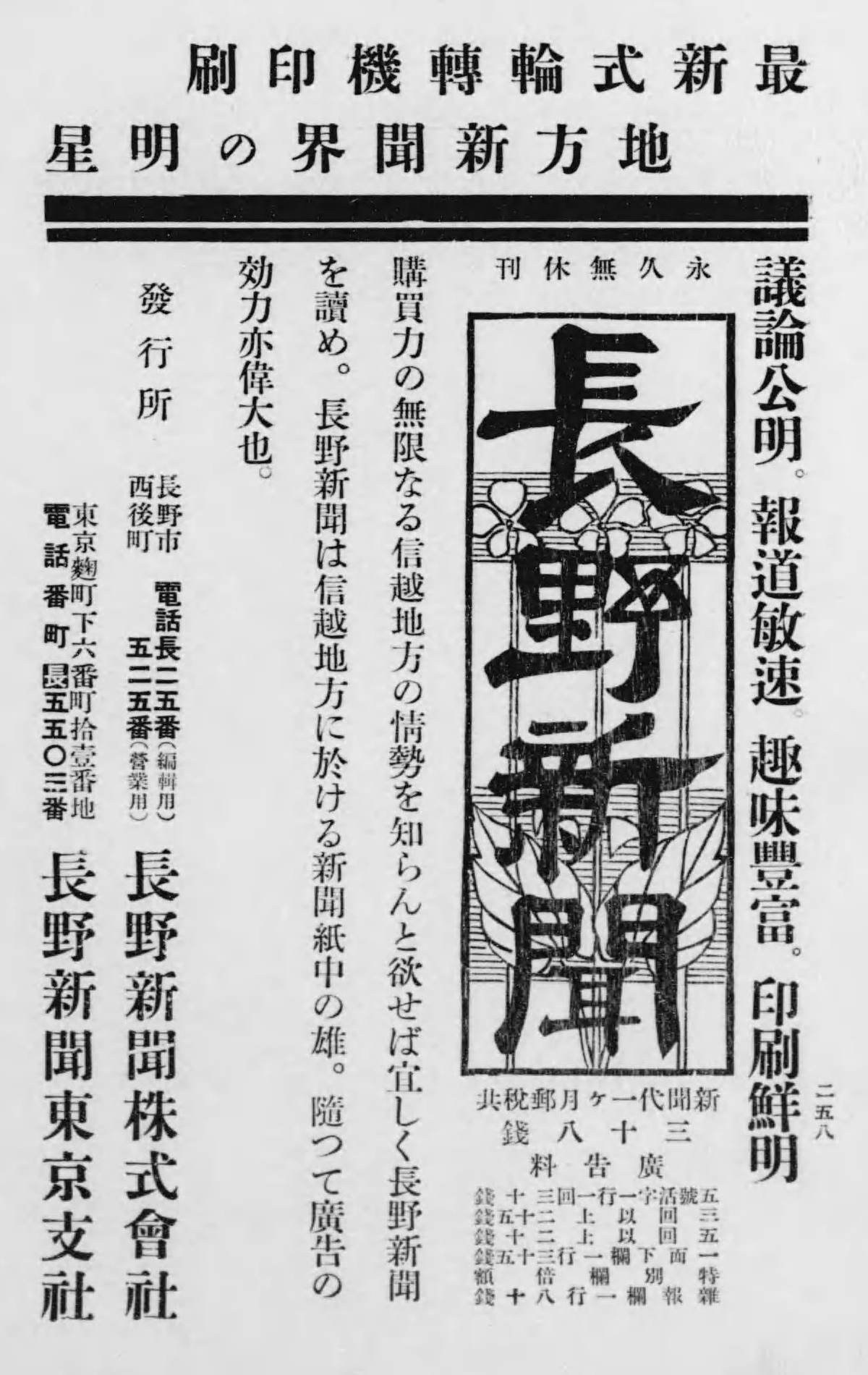
長野新聞社の広告（1915年）

2代目の「長野新聞」は、初代長野新聞の後身にあたる信濃毎日新聞に対抗する形で創刊された新聞である。創刊の背景には地元北信財界の地域間対立があった。
1890年に帝国議会が設置された当初、北信地方における衆議院選挙区の区割りは上水内郡・更級郡をあわせて長野県第1区（定員1名の小選挙区制）とされていた。第1区では小坂善之助を中心として組織された「信濃実業同志会」が勢力を持ち、第1回総選挙から第4回総選挙にかけて議席を維持していたが、1898年（明治31年）3月の第5回総選挙を迎えるにあたって組織に亀裂が生じた。その発端は、上水内郡側からの立候補（小坂善之助か小島相陽）が続いているため次の第6回総選挙には更級郡側から候補者を立てたいと更級郡の会員が要求したことにある。立候補者をめぐる混乱の末に同志会は小坂派と反小坂派に分裂、騒動をうけて小坂が立候補を取りやめたため第5回総選挙では更級郡側から推された飯島正治が当選した。続く同年8月の第6回総選挙では信濃同志会の推す小坂善之助と憲政会から出馬した飯島正治が争い、飯島が制した。
選挙後の1898年12月、小坂は「信濃毎日新聞」を発行する信濃新聞社の社長に就任した。小坂が信濃新聞社を掌握したことから更級郡側でも対抗して独自に新聞経営を始めることとなり、翌1889年（明治32年）に長野新聞株式会社を立ち上げる。そして同年3月、「長野新聞」を創刊した。この長野新聞社は長野市県町にあり、初代社長には宮下一清が就任、初代主筆には宮崎清瀾が迎えられた。同年秋、宮崎の後任として神道家の川面凡児が主筆となるが翌年春退社し、茅原華山が主筆となる。このころの信濃毎日新聞主筆は山路愛山で、後発「長野日日新聞」（矢島浦太郎が1901年に創刊）の主筆久津見蕨村を加えた3者の鼎立は長野の論壇を賑わせたという。
長野新聞社の社長は宮下一清から小出八郎右衛門に交代したのち、1903年（明治36年）に当時の六十三銀行頭取である飯島正治が就いた。主筆には風間礼助（風間冠峯）が就任したのち、1904年（明治37年）に更級郡出身の山本慎平（山本聖峰）が就任。1910年（明治43年）にはその山本が社長（主筆兼任）に昇格した。この時期、長野新聞は日露戦争の戦況報道や一府十県連合共進会（1908年長野市で開催）期間中の夕刊発行などで発行部数を伸ばし、「信濃毎日新聞」と販売を競った。1911年（明治44年）10月には長野市西後町へ社屋を移転し、同時に印刷工場を設けた（長野新聞活版石版部）。
大正時代に入ると、善之助の長男小坂順造が経営を引き継いだ「信濃毎日新聞」ではページ数の増加や夕刊発行など事業拡張が推進されたが、「長野新聞」はこうした拡大に追従できず、「信濃日日新聞」とともに競争から脱落していった。長野新聞社の社長は1915年時点では宮沢長治、1919年時点では丸山盛雄（六十三銀行常務兼任）が務めるとある。主筆は引き続き山本慎平が務めており、1922年（大正11年）11月からは朝刊に加えて夕刊の発行（ページ数は朝刊夕刊ともに4ページ）も始めた。1925年（大正14年）、社屋を長野市旭町へと再移転する。このとき旧社屋併設の活版石版部は田中弥助に引き取られ、「田中印刷合名会社」として長野新聞社から独立した。1927年（昭和2年）8月、長野新聞社では丸山盛雄の辞任に伴い主筆の山本慎平が社長となり、編集長の矢ケ崎賢治が主筆に移った。
1936年時点での長野新聞社は社長山本慎平、専務青柳正、編集長百瀬長九郎という陣容であった。翌1937年（昭和12年）4月、「長野新聞」は廃刊となった。